# 裴墐
裴墐（？—817年），字封叔，絳州聞喜縣人。裴光庭之孫，裴儆之子，柳宗元的二姐夫。
唐德宗貞元三年（787年）中進士。任崇文館校書郎，後歷任京兆府參軍、殿中侍御史、比部員外郎、金州刺史、萬年縣令。因讒言而兩次被貶道州僚佐、循州僚佐，升吉州長史。
元和十二年（817年）七月病卒。